# 714e Infanteriedivisie (Duitsland)
De Duitse 714e Infanteriedivisie (Duits: 714. Infanterie-Division) was een Duitse infanteriedivisie tijdens de Tweede Wereldoorlog. De divisie werd opgericht op 1 mei 1941 en deed voornamelijk dienst in Joegoslavië.
In de eerste maand van het bestaan, in mei, was de divisie gelegerd in Duitsland. Eind mei werd de eenheid overgeplaatst naar Joegoslavië. Daar moest het onder meer veiligheidsoperaties en antipartizanenacties uitvoeren. Op 1 april 1943 werd de divisie gereorganiseerd en omgevormd tot de 114. Jäger-Division.

## Commandanten
| Naam            | Rang                       | Begin            | Eind             |
| --------------- | -------------------------- | ---------------- | ---------------- |
| Friedrich Stahl | Generalleutnant            | 2 mei 1941       | 31 december 1942 |
| Josef Reichert  | Generalleutnant            | 31 december 1942 | 20 februari 1943 |
| Karl Eglseer    | General der Gebirgstruppen | 20 februari 1943 | 1 april 1943     |

## Samenstelling
- Infanterie-Regiment 721
- Infanterie-Regiment 741
- Artillerie-Abteilung 661
- Pionier-Kompanie 714
- Nachrichten-Kompanie 714
- Versorgungseinheiten 714